# Rhizoecus divaricatus
Rhizoecus divaricatus är en insektsart som beskrevs av Hambleton 1978. Rhizoecus divaricatus ingår i släktet Rhizoecus och familjen ullsköldlöss.
Artens utbredningsområde är Nicaragua. Inga underarter finns listade i Catalogue of Life.